# はぐれ勇者の鬼畜美学
『はぐれ勇者の鬼畜美学』（はぐれゆうしゃのエステティカ）は、上栖綴人による日本のライトノベル。イラストは卵の黄身が担当している。HJ文庫（ホビージャパン）より2010年5月から刊行されている。
メディアミックスとして、2012年1月20日より『コミック・ダンガン』にて中曽根ハイジによるコミカライズ版が連載された。2012年7月から9月にかけてテレビアニメ版が放送された。

## 登場人物

### 独立創世機関ノア
凰沢 暁月（おうさわ あかつき）
声 - 岡本信彦
本作の主人公。16歳。身長:170cm。異世界アレイザードにおける魔王ガリウスの侵攻から世界を救った勇者。だが、過去の出来事から勇者と呼ばれるのは好かず、自称『はぐれ勇者』を名乗っている。
奔放に振る舞い、アレイザードに居た頃は可愛いと評判の美少女・美女には声をかければ手も出していた。しかし、真に愛した女性には一途な面もある。女が涙を流すような世界は間違っているという信念を持ち、女の涙を止めるためならどんなことをしても良いと思っている（その行為は一般で言うセクハラではあるが、される女性陣が全員暁月に好意を持っているため、特に問題とはされていない）。強さにおいては、アレイザードにおける人類最強の戦士。
最初は世界の意志によって異世界アレイザードに召喚されたただの無力な青年だった、勇者レオンとその許嫁である王女リスティ、そして仲間のゼクス、ルーティエ達の友としてシェルフィード王国の王城に滞在していた。後に魔王ガリウスによるシェルフィード侵攻によって勇者レオンが自分を庇い命を落とすと、自分の無力さを嘆き、神層界にたった一人で赴き『錬環勁氣功』という操体術を会得して、エルディア奪還作戦で窮地に陥っていたリスティ達の救出に成功する。その後はリスティ達とパーティを組み、世界各地を回って、魔王軍や気に入らない悪人達を倒して回っていた、最終的に魔王ガリウス打倒に「たった一人」で挑んで打ち倒すことに成功する。その際、ガリウス本人から娘のミュウを託される。その後、魔王を倒した自分や預かったミュウの存在はアレイザードに無用の混乱を招くと考え、魔王討伐の数日後にリスティ達と別れを交わして、ミュウを連れて元の世界に帰還する。その際、リスティ直属の美人メイド44人に追われたが、師匠譲りの鬼畜攻撃で切り抜けている。その後、ミュウと2人で国際教育機関「BABEL」の日本支部（JPNバベル）へと入る。美兎と共にBクラス入りだが、ランキング戦でかなり勝ち抜いた事でAクラスにランクアップする。
バベルに入った際に本物の勇者と告げられた通り、「はぐれ勇者」というのはレオンの死の真相を知らない者からの呼称である。実際は魔王を倒すという思想に憑りつかれ非道に走ったレオンを止めるために彼を殺し、国が崩壊する悲劇を回避するためにレオンの栄誉を守り、自ら罪を被ったことが事件の真実。また魔族であろうと戦士以外の者を殺さない正義を自ら率先して貫き通したため、魔族の中でも暁月を嫌う者は少ない。
『錬環勁氣功』とは自らの内にある魔力とは別のエネルギーを体内で循環させ、体の一部もしくは全身を強化する力である。また練った氣をエネルギーとして放ったり、武器に纏わせて強化することもできる。さらにその性質上、戦った相手の氣を吸収することで相手の能力を得ることもできる。バベルでの京也との決戦の際、死亡の間際に全身全霊を込めた錬環勁氣功を発動し、異世界に二度渡ったことによる能力解放の第二段階へと進む。その結果自らを思念体にする能力や、体の内だけでなく外の氣をも循環させる力を手に入れる。また超高次生命体の力にも打ち勝つ錬環勁氣功は、京也曰く「神をも倒す力を秘めている」可能性を持っている。
元々はそこまで好色ではなく、そうなったのは暁月を鍛えた拳神の影響であり、アレイザードへ呼ばれた時は入浴中のリスティと裸で出くわしてしまったことに気まずさを覚えていた。女性達の下着を本人に気付かれぬように一瞬で抜き獲ったり剥ぎ獲ったりできる技術（通称：鬼畜攻撃）をもつ。娼館ギルドの用心棒の時に、着付けをしていたこともあり女性達の下着の着付けもプロ以上。
フィル事件を初め、京也のクーデター事件を阻止した後、コクーンの象徴とも言うべきバベルタワー跡に、ノアの本部というべき巨大施設を建設。世界の頂点である「コクーン」と「朱の黄昏」に続く第3勢力「独立創世機関ノア」を設立。その総帥になり、これから長い付き合いとなるメンバー全員に高々にあいさつをする。
具現化武器 - 魔剣レーヴァテイン
凰沢 美兎（おうさわ みう）
声 - 日笠陽子
本作のヒロインの一人。16歳。身長：159cm。魔王ガリウスの娘で本当の名前は「ミュウ」。ガリウスが魔王を名乗る前の人間だった頃愛したダークエルフの女性との間に生まれたハーフエルフである。おっぱい（胸）は巨乳。ガリウスの遺言によって暁月に託され、寝ている間に暁月に人間界へ連れられて「暁月の妹」として暮らすことになり、正体がばれることにおどおどしながらも学園へ入学するが、暁月がきっかけを作ってくれたことで、千影と葛葉と親友関係になる。ランキング戦では暁月が派手に活躍してくれた事で、彼とチームを組んでいた事で自分もBクラスから、Aクラスにランクアップする。暁月におっぱいや全身の裸を揉まれた最初の女性である。
学園内では暁月を「お兄ちゃん」と呼ぶのが苦手。しかも名前ではなく「キミ」と呼ぶが、原作10巻では、もう迷うことなく「お兄ちゃん」と呼べるようになるだけでなく、恋人以上の義兄妹関係になっていて、他のヒロイン達と共に暁月に可愛がられている。一人称は「ボク」。
当初は父を殺した暁月と生活していることに複雑な思いを抱いていたが、暁月の言葉により過去の悩みが晴れ、フィルの登場により、暁月との絆がますます強くなるきっかけとなり、魔王の娘ではなく暁月の妹として生きていく事を決意する。フィル事件解決後は、暁月達と共にアレイザードへと飛ぶ。
その正体は神の力を秘める「超高次生命体」。コクーンの進める『Y計画』にとって必要不可欠な存在であるため、世界から狙われることとなる。そのせいで、コクーンの行いを内部告発する氷神に利用されてしまったが、暁月に救出され身も心も許すくらいまでになり「ボクは、永遠にあなたの凰沢暁月のものです」と永久の誓いを言い、魂の盟約を暁月と結ぶのであった。その後、暁月が設立したノアの一員となり、最高幹部である第一副総帥に着任。プライベート時は暁月に可愛がられている。暁月とメンバー一同あいさつ時に、とんでもない言葉を口にしてしまった事で、終わった後は赤っ恥をかいたと思ってしまう。
アニメ版では、海に遊びに行った時、渚の水着鬼ごっこに優勝したら賞金が出ると知り、優勝してお世話になっているお礼をしようと考えていたが、場外に出た事で失格となる。
OVA版では、あの派手な戦闘服をどうにかしたいがため、葛葉とイメージトレーニングをしていたが、イメージすればするほど泥沼な結果が続き、中には戦闘服とはぜんぜん関係ない物まで具現化する始末。結局、自分の思った戦闘服にならず、嘆く結果で終ってしまった。
具現化武器 - 聖錫
五泉 千影（いずみ ちかげ）
声 - 植田佳奈
本作のヒロインの一人。16歳。Bクラスの女子。百合っ気があり、可愛い女の子が好き。情報通の物好きであり、入学してきた、暁月と美兎に早々と興味を抱いた。水系魔法を使う。
よく体育倉庫に目をつけた女子を連れ込んでいる。フレンドリーな性格で、編入してきた暁月と美兎に最初に話しかけてきた生徒。体育倉庫の一件以来、暁月達と一緒に居る事が多くなっていくが、葛葉とは意見でよくぶつかる。ランキング戦では暁月とチームを組んでいた事で、美兎と同じくBクラスからAクラスにランクアップする。フィル事件解決後は、暁月と美兎と共に異世界アレイザードに同行する。美兎と共に暁月におっぱいを揉まれ二人同時に光ってしまうこともある。
原作10巻では、暁月とベッタリになるくらいの関係になっている。その後、原作11巻では、ノアの最高幹部である第三副総帥に着任。しかも、ショートからロングヘアに変わっている。
具現化武器 - 弓
桐元 葛葉（どうもと くずは）
声 - 花澤香菜
本作のヒロインの一人。12歳。Bクラスのクラス委員長。飛び級進学の天才少女。頭脳明晰だが、背が低いのを気にしている。土系魔法を使う。
普段は感情を込めない抑揚のない調子で喋っていたが、暁月の言葉がきっかけで、少しは笑顔や感情を見えるようになる。ランキング戦では暁月とチームを組んでいた事で、美兎や千影と同じくBクラスからAクラスにランクアップする。フィル事件解決後は、暁月と美兎と共に異世界アレイザードに同行する。
アニメでは自分の居場所を作るため生徒会に暁月の動向を報告していたが、途中で放棄した。それからは、暁月達と一緒にいる事が多くなっていく。
原作10巻では、千影と同じく、暁月とベッタリになるくらいの関係になっているだけでなく、「暁月」と下の名前を呼ぶくらいにまで深い関係になっている。原作11巻では、ノアの最高幹部である第四副総帥に着任。
具現化武器 - 巨大ハンマー
七瀬 遥（ななせ はるか）
声 - 井上麻里奈
本作のヒロインの一人。生徒会副会長兼風紀委員長。気が強くその役職からか非常に正義感の強い性格で、初対面時に暁月に恥をかかされたためにその後も「粛清の対象」として目の敵にする。風系の魔法の使い手で、風を利用する事で空中を移動する事がある。京也が留守の際は、生徒会の指揮権は彼女に移転。風紀委員長の役割を兼ねて、バベルの秩序を守っている。スレイプニルに乗る暁月に対する苦情通報を聞き、現場に赴き無防備にスレイプニルに触れた事で、靴と靴下を残し全裸にされてしまったが、暁月から上着を貸してもらったことで彼の優しさを知るきっかけとなる。そして暁月の上着を羽織ったまま、朱の黄昏と名乗るテロリスト集団掃討任務に赴く。任務終了後は、借りていた上着を返しに暁月の家まで届けに行き、2回洗濯したといい、素直でないお礼を言う。それから、彼と過ごしていくうちに惹かれ始めていくが、暁月の底知れない強さに対する嫉妬心のような感情を抱いているため、成り行きで反撥してしまうような態度をとってしまう。ランキング戦では、暁月と真正面から勝負を挑むが、暁月が美兎を助けるため行動を起こした後、自分も加戦する事を考えていた。フィル事件解決後は、暁月と美兎と共に異世界アレイザードに同行する。してそこで、いかにも如何わしい店でミュウと共に店の手伝いをさせられるはめとなる。
氷神会長が美兎を使ってコクーンに反乱を起こしてからは、生徒会と決別し、暁月達と共に戦い勝利し、美兎達と暁月の側にいる事が当たり前な関係になる。暁月が事件を解決した後、新たに設立したノアの一員となり、最高幹部第五副総帥に着任する。
アニメ版では、葛葉に暁月のことを報告するよう言ってきた張本人。しかし、葛葉からの報告がなくなり、風紀委員にまかせようとしたところ、氷神会長にとめられる。
具現化武器 - 半月刀
リスティ・エル・ダ・シェルフィード
声 - 佐藤利奈
本作のヒロインの一人。魔導大国シェルフィード王国の女王。かつての勇者レオンの恋人。別れ際に暁月に唇を奪われ喧嘩別れする。
心では暁月の事を想っていて、他の国が彼を侮辱する事は許さない。しかし、その暁月が魔王の娘を連れて異界の門を潜ったという情報を皇帝バラムから聞かされる。その後、アレイザードに戻ってきた暁月が魔族側勢力に付くと言う衝撃的な言葉を彼の口から聞いてしまい、かなりのショックを受けてしまう。そして、魔族側についた暁月と戦うはめとなる。すべてが解決した後、女王の座を離れ、暁月達と一緒に地球に向かい、そこで生活を共にし、バベルの学生となる。
京也のクーデター事件解決後、暁が設立したノアの一員となり、最高幹部第二副総帥に着任。
アニメ版では、ヒロインの中で最も出番が少なく、本編未登場の間はメイン担当である次回予告（声のみ）のみ登場となる。
海堂 元春（かいどう もとはる）
声 - 阿部敦
優秀者が集まるAクラスの男子（自称落ちこぼれ）。暁月を「アッキー」と呼ぶ。実は朱の黄昏の一員で、異世界に2度渡った経験を持つ。
暁月の父親にして、「朱の黄昏」の創設者である、鋼毅が乗っていたとされるスレイプニルに暁月を引き合わせる。
フィル事件解決後は、暁月と美兎と共に異世界アレイザードに同行する。
原作11巻では、朱の黄昏から離れ、ノアの一員になっている。
異世界に二度渡ったことによって得た概念能力は「自由縛鎖(マインドバインド)」といい、強固で不可視の鎖を操ることができる。
具現化武器 - ナックルアーマー&鎖
久保田 灰人（くぼた かいと）
声 - 稲田徹
異世界技術研究の第一人者の博士。京也と並ぶJPNバベルの有名人。鋼毅とは顔見知りで、彼が昔、乗っていた精霊駆動式バイク“スレイプニル”を持っていて、それを暁月が乗りこなした事から彼用に調整し譲る。
嵐ノ宮 貴子（あらしのみや たかこ）
日本経済の影のフィクサー。狡猾な老婆だが、サイボーグ技術で若い和服の少女の体をしている。200兆近い金を持つ資産家。過去に暁月と賭け事を行い、勝負に負けたため彼に資金を援助した。それからは、ノアの後見人となった。
黒野 亞衣（くろの あい）
アルハゼン眼鏡銀行の日本支部長。朱の黄昏のめめことは親友の関係で、彼女の行方を捜している。

### 国際教育機関「BABEL」日本支部

#### 生徒会
氷神 京也（ひかみ きょうや）
声 - 櫻井孝宏
JPNバベル生徒会会長。コクーンの一員でもある。氷系の魔法を操る。暁月に興味を持つ。日本でも指折りの実力の持ち主。政府の依頼で政治家達の護衛任務に就く事もある。暁月の兄・ミハエルとは面識がある。
実は彼には目的があり、コクーンの目的を世間に暴露し、自分に権力が集中するように企み「Y計画」の中核をなす「超次元生命体」である凰沢美兎を使って野望を達成しようと考えていたが、美兎を助けに来た暁月によって阻止され、暁月の技で倒されてしまう。その後、情報操作と印象操作により、コクーンと世界を裏切った逆賊という報道が流れてしまう。
アニメ版では、遥が暁月のことを調べようとしていたことを知り、彼の件はすべて自分が受け持つと言って遥を止めた。
具現化武器 - 聖剣
哀原 美奈巳（あいはら みなみ）
声 - 竹達彩奈
生徒会会計。無口な大柄の少女。土系の魔法を使う。暁月の強さは底知れないと感じていて、普通の戦法では勝てないと確信している。
氷神 京也のコクーンの内部告発に協力。京也の力になるために行動していると対峙している遥に断言する。
具現化武器 - モーニングスター
上崎 遼平（うえさき りょうへい）
声 - 日野聡
生徒会書記。気さくな性格で、炎系の魔法の使い手。遥と違い、暁月の強さは自分達生徒会以上の実力を持っていると認めていて、ランキング戦では3人がかりでないと暁月に勝つ事はできないと遥に助言する。
氷神 京也のコクーンの内部告発に協力。
具現化武器 - 青龍刀

### 日本政府
篠川 慎哉（しのかわ しんや）
日本の第108代総理大臣。3人の息子がおり、剣哉はその内の一人。

### コクーン（COCOON）
ミハエル・アークウッド
声 - 石田彰
世界を支配する能力者集団「コクーン」のNo.1。新国連の議長。暁月の兄。ミハエル・アークウッドは素性を隠す偽名であり本名は凰沢朔夜。
病弱である美兎（本物）をバベルの医療等に入れるために、ヴァンパイア化したという名目で入れようとしていた。しかも、自分に関する記憶を暁月と美兎（本物）から消そうと考えていて、もはや美兎（本物）は人間ではないという事を公にしようとしたことが原因で暁月と対立。美兎（本物）の死が原因で、今でも暁月から恨まれている。
レティア・クライシス
コクーンのNo.2。新国連の事務総長。
クラウディオ・ファリス
コクーンのNo.4。眼鏡をかけた医者。
ジュード・オルティス
コクーンのNo.6。USAバベル担当の黒人。
クリス・テンペスト
コクーンのNo.9。メンバーでは最年少の少年。

### 国際テロ組織「朱の黄昏」
凰沢 鋼毅（おうさわ ごうき）
朱の黄昏の創設者にて初代団長。暁月とミハエル（朔夜）の父親。
セシル・エンドハート
朱の黄昏の現団長。強大な力を秘めた美女。暁月の事がかなりお気に入りの様子。
ティアナ・ランドハウゼン
朱の黄昏の一員。剣哉と知り合い、今では腐れ縁ともいうべき関係になっている。
深鏡 めめこ（みかがみ めめこ）
朱の黄昏の一員。魔眼使い。
鬼塚 剣哉（おにづか けんや）
声 - 石川英郎
AクラスからBクラスへと降格された問題児。狂犬とあだ名される不良。炎系魔法が使える。暁月にケンカを吹っ掛けたが、逆襲される。それからは彼を避けるようになるが、訓練授業でお互いの戦闘訓練時に暁月と再戦する。しかし、魔法も通じないだけでなく圧倒的な強さを目の当たりにし、そのまま結界の効果によって精神ダメージに置き換えられた暁月の一撃で気絶する。暁月に報復するためにコカトリスのデータを書き換えるが、田中に悪用されてしまう。
コカトリスの事件の際、田中に利用されていたとして処罰を受けなかったことなどから葛藤し、最終的に自分の弱さを認めたことにより精神的に成長していく。
ランキング戦の際は美兎を追うフィルの前に立ちふさがるが、敗北して重傷を負い、病院送りとなってしまう。
のちにティアナと出会ったことをきっかけに、ティアナのバベル侵入に同行してしまう。そこで、田中、フィルの2人と再戦し、フィルを1対1で倒すことに成功するが、氷神の攻撃からティアナを庇って瀕死の重傷を負う。そして、その命を救うためにティアナによってフェニックス細胞を埋め込まれる。その後はティアナと共にミハエルの手でコクーンに連れて行かれる。日本の総理大臣、篠川慎哉は彼の父親。
具現化武器 - チャクラム

### その他
凰沢 美兎（本物）（おうさわ みう）
鋼毅の娘で、朔夜（ミハエル）と暁月の実妹。すれ違う家族関係を何とかしたいと願っていたが、病弱な自分のために兄弟が争うことを良しとせず、暁月の目の前で病院の屋上から飛び降り自殺した。この出来事は暁月の心に深いトラウマと後悔を植え付け、彼が兄と父を憎む要因となった。なお、彼女の遺体は父の手で持ち去られ、彼女の死は兄により隠蔽された。
田中（たなか）
声 - 水島大宙
剣哉に虐められていたバベルの男子生徒。死角や隙もない風系の魔法の使い手。JPNバベルでは無口で大人しい性格を装っており、剣哉に絡まれても反抗せずに相手をしない主義である。しかし、本性は目的を達成するために如何なるの犠牲も厭わない残忍な性格である。剣哉より圧倒的な強さを持っており、JPNバベルを叩き潰すことが目的である。JPNバベルでは周囲に目的を悟られないように虐められっ子を装った。剣哉がコカトリスのデータを書き換えて暁に仕返しを企てた際には、剣哉がコカトリスのデータを書き換えた後にコカトリスのデータを上書きし、コカトリスの暴走を企てたが、暁月に阻止され最後は氷神生徒会長に氷漬けにされる。のちに氷神によってフェニックス細胞を埋め込まれ、氷神の手駒としてバベルに侵入しており、ティアナと剣哉の前に立ちはだかるが、本気を出したティアナに敗北してフェニックス細胞を抜き取られた。

### 異世界「アレイザード」

#### シェルフィード王国
ゼクス・ドルトレイク
声 - 寺島拓篤
シェルフィード王国の大将軍。かつて暁月と共に魔王と戦った仲間の1人。
ルーティエ・トルム
声 - 小清水亜美
シェルフィード王国の精務長官。ゼクスと同じく、暁月と共に魔王と戦った仲間の1人。
ワルキュリア
声 - 内山夕実
シェルフィード王国の侍従長。リスティ直属のメイド軍団の長。部下のメイド達と同じく暁月を慕う1人で、一緒にいたいという思いから暁月の帰還を妨害。シェルフィード王国でも並ぶ者のない強者だが、暁月には敵わなかった。

#### ディスディア帝国
バラム・ダイ・アロン・ディスディア
声 - 菅生隆之
機械帝国ディスディアの皇帝。災いの種は早めに積んでおく必要があるという固格な人物で、そのやり方は独裁者に等しいものがある。暁月が魔王の娘であるミュウを連れて異界の門を通ったという情報を掴み、自国が「勇者」と認め、邪竜ザッハークと契約を果たした異世界人であるフィルを使ってミュウを捕えるよう命令を出す。
その真の目的は、魔族との再度の戦争であり、ミュウをおとりにして魔族を誘き出し、それを切っ掛けに再度の戦争を起こす事で根絶やしにした後、ゲイルペインの領土を得ようと企んでいる。はぐれ勇者である暁月の事は、元から快く思っていないため、「邪魔立てするなら」という形で抹殺を命令する。しかし、暁月を甘く見過ぎていた結果、フィルは敗れ去ってしまう結果となる。また、アレクラスタのヴォルクとも結託して、シェルフィードの英雄とされていたレオンの墓をひそかに掘り起こさせて、反魂の術で彼を蘇生。鎧騎士として自らの配下に収めていた。
暁月がアレイザードに再び乗り込み、魔族代表として和平を目的とした会談を持ちかけてきた際には、断固として和平を認めない態度をとっていたが、自らの失言が原因で不利な状況に陥ってしまう。しかし、アルフォンスのフォローによって、暁月が魔族の代表として相応しい力量を持っているのか、かつての仲間であったリスティ達3人との決闘よって決める事になるも、これも暁月の「とんでもない行動」によって、逆に暁月とリスティが魔族とシェルフィードの和平の象徴として扱われる事になる。
決闘の結果、第三者であるエアスマリナ等によって、魔族による監視部隊壊滅の再調査をする事が決定したが、最初からバラムはそれらを無視するつもりで、シェルフィードで決闘が行われている隙に、鎧騎士率いる部隊にゲイルペインの襲撃を命令。しかし、長であるウルムの決死の行動により、結局は失敗に終わってしまい、国内外の反発を全く考慮しないこの暴挙にアルフォンスにも反発されるが、それでも自らの考えを改めないバラムは、彼の国務長の役職を解任して拘束命令を言い渡す。
その後、鎧騎士と共に自らも出撃して、ゲイルペインへの再度の侵攻を実行に移すが、暁月との決戦に横槍を入れた事によって、逆上したレオンに切り裂かれ、あっけ無く死亡。政治的マナーを無視してまでゲイルペインの領土を得ようとしたのは、砂漠に囲まれたディスディアが作物を搾取できず食糧危機に陥っているのに対し、ゲイルペインが自然に恵まれた国家であるからであったが、あまりにも手段を選らばな過ぎた結果、結局はその身を滅ぼす形で落命する事になった。
アルフォンス
ディスディア帝国の第四皇子で、国務長を務めている。生まれつき身体が弱い為に、自らは前線で戦えない事から、軍事国家であるディスディアの国民からは「腰抜け皇子」と比喩されているが、頭脳明晰と冷静沈着さを併せ持った、参謀としての優秀な能力を持っており、暁月からも「手強い奴」と、高く評価されている。
暁月が提案した会談にて、父のバラムの失言で不利な状況になってしまったのを、自らの卓越した知略によって冷静に巻き返しを行い、暁月の代表としての能力を証明させるべく、かつての仲間であるリスティ達と決闘させる事を画策。さらに決闘開始直前になって「引き分けは許されない事」を公に言い渡す事で、暁月とリスティ達双方の計画を潰す事に成功するが、暁月のリスティに対する「とんでもない行動」によって、事態は急変。逆に暁月とリスティが、ゲイルペインとシェルフィードの和平の象徴として扱われる事になり、これにはアルフォンスも脱帽し、素直に敗北を受け入れた。
しかし、シェルフィードで決闘が行われている隙に、バラムが会談での決定を無視してゲイルペインの襲撃を命令した事に激怒。ディスディアが極めて危険な立場に陥ってしまった事をバラムに話しても無視された為に、暁月率いるゲイルペインを止めるべく、暁月と懇意のあるリスティに交渉を持ちかけようとするも、バラムによって国務長を解任された上に、拘束されてしまう。
父・バラムの死後、新皇帝に即位する事になった。
謎の鎧騎士
バラムに仕える謎の鎧騎士で、フルフェイスの鉄仮面を被っている事でその正体は不明だが、暁月やフィルに匹敵する実力の持ち主。バラムの意に従って行動し、ゲイルペインの襲撃を仕掛けるも、長であるウルムの決死の行動によって、ゲイルペインから弾き出され、失敗する。
その正体は、ディスディアによって禁呪で蘇らされたシェルフィードの元勇者で、狂気に染まってしまった男でもあるレオン・エスペリオの成れの果てであった。

#### アレクラスタ皇国
ヴォルク・レム・アレクラスタIV世
声 - 西村知道
宗教国家アレクラスタの教皇。基本的には温厚な人格者であり、ディスディア、シェルフィード、ゲイルペインとの四国会談でも、中立の姿勢を保った対応を行った。
しかし、その本性は狡猾そのもので、裏ではディスディアと手を結んでおり、シェルフィードの元勇者であるレオンの真実を何らかの方法で知って、フィルに破壊されたレオンの墓を掘り起こし、彼の遺骨がディスディアのバラムの元へ横流しするよう仕組んだ張本人。その結果、レオンは反魂の術で鎧騎士として蘇らされ、ゲイルペインに隠れ住む魔族達を皆殺しにするべく、バラムの命令に従うまま様々な暗躍を行い、多くの混乱を引き起こした。つまりは、ヴォルクこそが平和になったはずのアレイザードで起こった新たな騒乱を仕組んだ真の元凶とも言える。ディスディアが食料飢饉解決の為に「国土」を求めていたのに対し、ヴォルクは自らの国家とその技術を発展させ莫大な富を獲得する為に「人」を求めており、その真の目的は、ディスディアとシェルフィードに大きな混乱をもたらす事で、救いを求める双方の国民達が自身の擁するリシャル聖教に入信するよう仕向け、自らの勢力を拡大化させる事にあった。
レオンが倒されバラムも死亡した後、自らの思惑以上の展開を迎えたヴォルクは、混乱に包まれたディスディアとシェルフィードの双方に止めを刺すべく、レオン・エスペリオに関する真実を自分達に都合の良い形で公表しようと目論んでいたようだが、地上世界に戻っていった暁月が、自身に関する国の存亡に関わる秘密を知っている事を暗示させる書状を送りつけてきた結果、その目論見は失敗に終わる事になった。
実は、アレイザードに大きな混乱を巻き起こした魔王ガリウスとは血縁関係にあたり、彼の叔父にあたる。リシャル聖教最大の汚点となり得る為、ヴォルクの根回しによってその事実は揉み消されたが、暁月だけは神層界にいた時に、ヴォルクとガリウスの関係を知った模様。
ミランダ・クエンティ
声 - たかはし智秋
リシャル聖教の大司教。

#### 勇者
レオン・エスペリオ
異世界「アレイザード」の勇者で、リスティの元婚約者。魔王ガリウスとの戦いで暁月を庇って戦死したとされる。しかしその真実の姿は復讐に狂い、闇に堕ちてしまった勇者。
元々は魔族に家族を殺されたことがきっかけで強さを求め勇者となったが、徐々に憎しみに身を落とし、精神破綻に近い状態となってしまい、憎悪の捌け口として無抵抗の魔族を惨殺するまでに至る。それを知った暁月やゼクス、ルーティエの説得も聞かないどころかさらに、増長して魔族を殺し続け、穏健派の国王に業を煮やしたレオンは、ついに魔族の子供を誘拐する事で、激怒したガリウス率いる軍のシェルフィードへの侵攻を促す。そして、その混乱の隙を突いて、暗殺ギルドに王族の皆殺しをさせ、自らが王となって国の実権全てを握る形で魔族を滅ぼそうとするという、事実上のクーデターを画策しており、つまりはシェルフィードの悲劇を招いた真の元凶でもあった。
リスティ以外の王族を殺し終えた後、誘拐した魔族の子供を盾にしてその罪をガリウスになすりつけようとするも、自身を止めようとした暁月によって殺害される。何か思う所があったのか、ガリウスはレオンの犯した暴挙の数々を隠し、王族達も自身が殺したと表明している。また、王族皆殺しの対象には愛する妻となるはずであったリスティまで含まれていたが、レオンの暴走に気付いて城を飛び出した暁月の後を追った結果、彼女は命を落とさずに済んでいる。
死後、埋葬された自身の犯した罪についてリスティだけには知らされる事は無かったが、アレクラスタの手の者によって墓を掘り返され、ディスディアの禁呪によって蘇らされる事になり、「鎧騎士」として皇帝バラムの配下となる。魔族への憎しみは全く変わらず、バラムに利用されるままゲイルペインへの侵攻を度重なって行ったが、ウルムの決死の行動や暁月によって失敗し続け、最終決戦にて暁月と死闘を演じるが、バラムが横槍を入れてきた為に、逆上して彼を殺害する。最後は暁月との激突の末に敗れたが、憑き物が落ちたかの様な穏やかな表情を見せ、向こうで見届けると告げた後、二度目の死を迎えた。
なお、存命しているレオンの唯一の肉親である母は、息子がシェルフィード最悪の大罪を犯した真実を知っていた為に、戦争を激しく憎むようになり、真実を知らなかったリスティもまた、レオンが鎧騎士として蘇っている事実が発覚した後、ゼクスに聞かされる形で全てを知った。
フィル・バーネット
声 - 杉山紀彰
ディスディアの聖騎士。地球から召喚された青年で、ディスディアに新しい勇者として擁立される。邪竜ザッハークと契約しミュウを連れ帰ることを目的にJPNバベルへとやって来る。彼の武器である剣には即死性の猛毒が仕込まれている。
性格は身勝手で残忍、勝つためなら弱い者でも平気で手を上げたり、相手の心を平気で踏みにじると言う勇者としては程遠い。また死んだレオンに対しても栄光であるとが目障りだったため墓を破壊した。自分こそ真の勇者と自称するが、ミュウからは英雄止まりと言われている。
一度は暁月に倒されて死亡するが、氷神によってフェニックス細胞を埋め込まれて復活、バベルに侵入したティアナと剣哉の前に立ちふさがる。
アニメ版では、猛毒で暁月に致命傷を負わせるも力及ばず暁月に敗れるが、邪竜ザッハークに変貌を遂げミュウ達（暁月が回復するまでの時間稼ぎ）を追い込む。最後は全快した暁月に魔剣レーヴァテインでぶった切られ死亡する。

#### 魔族
ガリウス
声 - 森川智之
魔族の頂点に立つ魔王で、ミュウ（凰沢美兎）の父親。愛する妻を殺された怒りと、娘のミュウが安心して幸せに暮らせる世界を作るために「魔王」となる道を選び戦った。その後、暁月によって倒され、彼にミュウを託した。敵同士として戦い敗れる末路となったが、自身を倒した暁月からは、その想いや最後まで逃げずに戦い続けた信念を理解されていた。また、ゲイルペインで暮らす魔族達からも慕われ、王としてのカリスマや器量も持ち合わせていた事が伺われる。
かつてのアレイザードの戦いにて、シェルフィードを侵攻し、リスティを除く王族を滅ぼしたとされているが、それらは全てシェルフィードの勇者であったレオンが王国を乗っ取る為に仕組んだ謀略であり、侵攻を行った本当の理由は、密かに同胞達を虐殺し続けた挙句に、魔族の子供を誘拐したレオンへの報復であった。しかし、何か思う所があったのか、ガリウスは何故かその事実を一切公表せず、王族の抹殺も自らが行った事にしている。
実はアレクラスタの教皇であるヴォルクとは血縁関係で、彼の甥にあたり、出身もおそらくはアレクラスタと思われる。ダークエルフであった女性と駆け落ちし、彼女と夫婦となって生まれたのがミュウであり、つまりミュウもまたヴォルクと血縁関係に当たる存在と言う事になる。これらの事実は、リシャル聖教最大の汚点である為、ヴォルクの手で情報は揉み消され、ゲイルペインの魔族達や娘のミュウもまた知らない（知られれば、魔族の王になどなれないから）。暁月だけはその事実を知っており、ディスディアによる一件の後、暁月はヴォルクにガリウスとの隠された関係を知っている事を暗示させる書状を送りつけ、彼がディスディアとシェルフィードを貶める為に、レオンに関する秘密を公表出来ない様、牽制している。ミランダの推測では、彼が神層界に行っている時に、何らかの方法でヴォルクとの関係を知った事になっている。
ウルム
ダークエルフの族長。
クルト
ダークエルフの青年で、ウルムの孫息子。
リルル
ダークエルフの少女。

## 関連用語
帰還者
アレイザードを始めとする異世界から元の世界への帰還を果たした者達。全員が十代の少年少女であるという共通点があり、いずれもが魔法等の特殊能力を体得して帰還してくる。
異世界への召還自体は、物語開始より30年前より発生していたらしく、それぞれの世界に存在する「異界の門」を通じる事で帰還を果たす事が出来るが、5年間のタイムリミットがあり、召還されてから5年以上経過してしまうと、「その世界の住人」として認識され、元の世界に戻れなくなってしまう。また、異世界から帰還しても、戻ってきた世界では一切の時間が経過していないとされている（異世界にどれだけ長くいても、現実世界では1秒も経っていないことになる）。
バベル<BABEL>機関
異世界からの帰還者の保護・管理を目的に、G7によって設立された機関。異世界からの帰還者であるならば誰でも入学が出来る。一般教養として、小学校から大学・大学院まで、あらゆるレベルの教育が受けられる様になっており、優秀ならば、若年でも飛び級で高等部以上の学年に入学する事も出来る。その一方で、異世界で得た特殊能力を伸ばす為の指導や訓練も行われている。
しかし、異世界からの帰還者達を保護するのと同時に、危険極まりない特殊能力を得た彼等を、一般人から管理･隔離する為の機関でもあり、入学を望まず、無理矢理入れられた者にとっては刑務所も同然の場所といえる。さらに、戦争や紛争が発生すると、生徒達は戦争の道具として戦場へ強制的に送り込まれてしまう事さえもある。
JPNバベル
暁月やミュウの通うバベルの日本校。東京湾の一部を埋め立てて誕生した人工島の上に建造されており、多くの自然に満ちた山岳部や先進技術によって建造されたハイテク・ビル等が存在している。

コクーン（COCOON）
コクーンとは、「Children Of Cross Over Other Nation」の略。新国連（G7）の議長、事務総長、さらにはG7加盟国である日本、アメリカ、ロシア、中国、インド、オセアニア連邦、EU連合の7つの国家におけるバベルの最高責任者で構成された、世界各国のバベルを統括する組織。
構成員の全員が、いずれも異世界の帰還者の中でも取り分けて強力な力を得た者達ばかりで、同時にそれぞれが飛ばされた異世界で英雄的な活躍をしたという実績がある。構成員達は、単独でも国家が保有する軍事力を凌駕する程の力を持っている事から、「彼らは最強で、世界そのものである」とさえ評されている程の強大な権限を持っている。
バベルのトップとして「世界平和の確立」という理想を謳っているが、戦争や紛争が発生した地域に、バベルの生徒達を兵器として戦場に送り込む事で介入を行い、国家間の抑止力として利用している為、その実体は異世界に言った事で特殊な能力を得た人間達を支配している組織であるともいえる。
朱の黄昏（あけのたそがれ）
バベルやコクーンの思想に反発するテロ組織の中でも、特に過激な破壊活動等を行う少数精鋭のテロリスト集団。「異世界の帰還者の中でも、選ばれた者だけを集めた新国家」を建国するという危険な選民思想を掲げている。
構成員達の実力は、コクーンの構成員並に高く、軍や警察はおろか、新国連やバベルですら迂闊に手を出せないものとなっている。
独立創世機関ノア
クーデター騒動でJPNバベルが瓦解した後、残された所在地を拠点として暁月が設立した世界の第三勢力。メンバーの多くは旧JPNバベル出身者で、幹部の大部分は暁月と親しい者たちである。設立して日の浅い新興勢力であるが、暁月の圧倒的な実力とバックにいる貴子の財力でそれを補っている。
異世界
暁月達の世界とは異なる異世界の事で、現在の所、10以上の異世界の存在が確認されている。
アレイザード
異世界の一つで、暁月が飛ばされ、ミュウやリスティの生まれた世界でもある。
概念能力
異世界に2度渡ったことによって得る、特殊能力のこと。基本的にはコクーン、朱の黄昏のメンバーのほとんどが取得している。暁たちは8巻までは存在すら知らなかったが、11巻時点では少なくともヒロイン勢は取得している表現がなされている。

## 既刊一覧

### 小説
- 上栖綴人（著）・卵の黄身（イラスト）、ホビージャパン〈HJ文庫〉、既刊11巻（2013年3月1日現在）
  - 『はぐれ勇者の鬼畜美学』、2010年5月1日初版発行（同日発売[8]）、ISBN 978-4-7986-0042-0
  - 『はぐれ勇者の鬼畜美学II』、2010年8月1日初版発行（同日発売[9]）、ISBN 978-4-7986-0104-5
  - 『はぐれ勇者の鬼畜美学III』、2010年11月1日初版発行（同日発売[10]）、ISBN 978-4-7986-0138-0
  - 『はぐれ勇者の鬼畜美学IV』、2011年2月1日初版発行（同日発売[11]）、ISBN 978-4-7986-0180-9
  - 『はぐれ勇者の鬼畜美学V』、2011年5月1日初版発行（同日発売[12]）、ISBN 978-4-7986-0225-7
  - 『はぐれ勇者の鬼畜美学VI』、2011年8月1日初版発行（同日発売[13]）、ISBN 978-4-7986-0264-6
  - 『はぐれ勇者の鬼畜美学VII』、2011年12月1日初版発行（同日発売[5]）、ISBN 978-4-7986-0321-6
  - 『はぐれ勇者の鬼畜美学VIII』、2012年3月1日初版発行（同日発売[14]）、ISBN 978-4-7986-0359-9
  - 『はぐれ勇者の鬼畜美学IX』、2012年7月1日初版発行（同日発売[15]）、ISBN 978-4-7986-0422-0
  - 『はぐれ勇者の鬼畜美学X』、2012年10月1日初版発行（同日発売[16]）、ISBN 978-4-7986-0473-2
  - 『はぐれ勇者の鬼畜美学XI』、2013年3月1日初版発行（同日発売[17]）、ISBN 978-4-7986-0566-1

### 漫画
- 上栖綴人（原作）・卵の黄身（キャラクター原案）・中曽根ハイジ（作画） 『はぐれ勇者の鬼畜美学』 ホビージャパン〈ダンガンコミック〉、全3巻
  1. 2012年7月27日発売[18]、ISBN 978-4-7986-0428-2
  2. 2013年1月26日発売[19]、ISBN 978-4-7986-0528-9
  3. 2013年8月27日発売[20]、ISBN 978-4-7986-0663-7

### アンソロジー
コピーライトは上栖綴人とホビージャパンの他に、アニメ製作委員会のはぐれ勇者の鬼畜美学パートナーズが表記されている。
- マジキューコミックス編集部 『はぐれ勇者の鬼畜美学 ANTHOLOGY』 エンターブレイン〈マジキューコミックス〉、全2巻
  1. 2012年9月25日発売[22]、ISBN 978-4-04-728440-1
  2. 2012年10月25日発売[23]、ISBN 978-4-04-728525-5

## テレビアニメ
2011年12月にテレビアニメ化が発表され、2012年7月から9月までAT-Xほかにて放送された。

### スタッフ
- 原作 - 上栖綴人（HJ文庫 / ホビージャパン刊）[4]
- 原作イラスト - 卵の黄身[4]
- 監督 - 久城りおん[4]
- シリーズ構成 - 金月龍之介[4]
- キャラクターデザイン・総作画監督 - 塚田ひろし[4]
- チーフアニメーター - 高原修司[4]
- プロップデザイン - 岩永悦宜[4]
- デザインワークス - 久我嘉輝[4]
- 美術監督 - 前田実[4]
- 色彩設計 - 中田亮大[4]
- 撮影監督 - 浅川茂輝[4]
- 編集 - 瀬山武司[4]
- 音楽 - 小西香葉、近藤由紀夫[4]
- 音楽プロデューサー - 小池克実[4]
- 音響監督 - 清水勝則[4]
- プロデューサー - 田中信作[4]、臼井久人[4]、関根龍二[4]、土橋哲也[4]、伊藤善之[4]、畠山拓郎[4]
- 制作プロデューサー - 越中おさむ[4]、小澤一由[4]
- プロデュース - ジェンコ[4]
- アニメーション制作 - アームス[4]
- 製作 - はぐれ勇者の鬼畜美学パートナーズ[4]（メディアファクトリー[7]、ショウゲート[7]、ホビージャパン[7]、AT-X[7]、ランティス[7]、ジェンコ[7]）

### 主題歌
オープニングテーマ「Realization」
作詞・歌 - 飛蘭 / 作曲・編曲 - Tatsh
エンディングテーマ「愛のせいで眠れない」
作詞 - 畑亜貴 / 作曲・編曲 - 板垣祐介 / 歌 - 美郷あき

### 各話リスト
| 話数       | サブタイトル               | 脚本       | 絵コンテ        | 演出       | 作画監督                                |
| ---------- | -------------------------- | ---------- | --------------- | ---------- | --------------------------------------- |
| episode 1  | 強くてニューゲーム         | 金月龍之介 | 久城りおん      | 久城りおん | 高原修司                                |
| episode 2  | 聖水の絆                   | 金月龍之介 | こでらかつゆき  | 川西泰二   | 藤原未来夫、臼田美夫                    |
| episode 3  | 大人になるには             | 金月龍之介 | 浅利藤彰        | 浅利藤彰   | Chang Bum Chul                          |
| episode 4  | 勇者の背中                 | 金月龍之介 | 古川順康        | 高橋英俊   | Han Jeong Y、Jo Young Rae Jeon Jong Min |
| episode 5  | ただ、そんな休日の一時を   | 金月龍之介 | 山本天志        | 浅利藤彰   | Lee Seok In                             |
| episode 6  | 超音速!スレイプニル        | 金月龍之介 | こでらかつゆき  | 川西泰二   | 高原修司                                |
| episode 7  | 渚の鬼畜パニック!          | 上栖綴人   | 渡部穏寛        | 渡部穏寛   | 藤原未来夫、橋本英樹                    |
| episode 8  | BABELランキング戦、開始    | 大久保昌弘 | こでらかつゆき  | 浅利藤彰   | Eum Ik Hyun、Lee Seok In                |
| episode 9  | こんなにも綺麗な月夜の晩に | 金月龍之介 | 高橋英俊 伴山人 | 高橋英俊   | Kim Kang Won、Kim Dae Hoon              |
| episode 10 | ボクの居場所               | 大久保昌弘 | こでらかつゆき  | 川西泰二   | Chang Bum Chul                          |
| episode 11 | 夜明けが来る前に           | 金月龍之介 | 高本宣弘        | 渡部穏寛   | 藤原未来夫、橋本英樹                    |
| episode 12 | 世界が君を見つめてる       | 金月龍之介 | 久城りおん      | 久城りおん | 高原修司、りんしん                      |

### 放送局
| 放送地域 | 放送局     | 放送期間                | 放送日時           | 放送系列          | 備考                                             |
| -------- | ---------- | ----------------------- | ------------------ | ----------------- | ------------------------------------------------ |
| 日本全域 | AT-X       | 2012年7月6日 - 9月21日  | 金曜 10:30 - 11:00 | CS放送            | 製作委員会参加 リピート放送あり 視聴年齢制限あり |
| 千葉県   | チバテレビ | 2012年7月8日 - 9月23日  | 日曜 24:30 - 25:00 | 独立局            |                                                  |
| 兵庫県   | サンテレビ | 2012年7月8日 - 9月23日  | 日曜 25:30 - 26:00 | 独立局            |                                                  |
| 東京都   | TOKYO MX   | 2012年7月9日 - 9月24日  | 月曜 24:30 - 25:00 | 独立局            |                                                  |
| 愛知県   | テレビ愛知 | 2012年7月10日 - 9月25日 | 火曜 26:00 - 26:30 | テレビ東京系列    |                                                  |
| 日本全域 | BS11       | 2012年7月12日 - 9月27日 | 木曜 24:00 - 24:30 | BS放送            | ANIME+枠                                         |
| 韓国全域 | ANIPLUS    | 2012年7月12日 - 9月27日 | 木曜 24:00 - 24:30 | CS放送 ネット配信 | リピート放送あり 韓国語字幕あり                  |

### Blu-ray / DVD
2012年6月27日に「はぐれ勇者の鬼畜美学 鬼畜への登龍門スーパー零巻」としてBlu-rayとDVDがメディアファクトリーから発売された。内容は無修正版のプロモーションビデオや、短編アニメ『はぐれ勇者の鬼畜美学 vs クイーンズブレイド リベリオン』バトルプロモーションビデオが収録されている。同年9月26日から2月27日までテレビシリーズのBlu-rayおよびDVDが発売された。
| 巻数         | 収録話      | 発売日         | 規格品番  | 規格品番  |
| 巻数         | 収録話      | 発売日         | Blu-ray   | DVD       |
| ------------ | ----------- | -------------- | --------- | --------- |
| スーパー零巻 | PV          | 2012年6月27日  | ZMXZ-7971 | ZMBZ-7972 |
| Vol.1        | 第1 - 2話   | 2012年9月26日  | ZMXZ-8101 | ZMBZ-8111 |
| Vol.2        | 第3 - 4話   | 2012年10月24日 | ZMXZ-8102 | ZMBZ-8112 |
| Vol.3        | 第5 - 6話   | 2012年11月28日 | ZMXZ-8103 | ZMBZ-8113 |
| Vol.4        | 第7 - 8話   | 2012年12月26日 | ZMXZ-8104 | ZMBZ-8114 |
| Vol.5        | 第9 - 10話  | 2013年1月30日  | ZMXZ-8105 | ZMBZ-8115 |
| Vol.6        | 第11 - 12話 | 2013年2月27日  | ZMXZ-8106 | ZMBZ-8116 |

#### はぐれ勇者の鬼畜美学 vs クイーンズブレイド リベリオン
『はぐれ勇者の鬼畜美学 vs クイーンズブレイド リベリオン』バトルプロモーションビデオは、「はぐれ勇者の鬼畜美学 鬼畜への登龍門スーパー零巻」に収録の、暁月がアンネロッテたち美闘士と戦うコラボレーション短編アニメ。第1話の冒頭のエピソードを元に戦う相手が美闘士になっている。
キャスト
- アンネロッテ - 遠藤綾
- シギィ - 小林ゆう
- リリアナ - 伊藤静
- 凰沢暁月 - 岡本信彦

#### 映像特典
『はぐれ勇者の鬼畜美学 恥じらいいっぱいオリジナルビデオ』はDVD & Blu-ray各巻に収録の短編アニメ。
| 巻数  | サブタイトル                               | 脚本       | 絵コンテ | 演出     | 作画監督                               |
| ----- | ------------------------------------------ | ---------- | -------- | -------- | -------------------------------------- |
| Vol.1 | 新しい戦闘服?                              | 大久保昌弘 | 川西泰二 | 川西泰二 | Kim Kang Won                           |
| Vol.2 | 大人の女になるには?                        | 大久保昌弘 | 川西泰二 | 川西泰二 | Jo Young Rae                           |
| Vol.3 | 聖水の絆・生徒会篇                         | 大久保昌弘 | 川西泰二 | 川西泰二 | Han Jeong I                            |
| Vol.4 | 渚の混浴                                   | 大久保昌弘 | 西島克彦 | 津田義三 | 吉岡敏幸                               |
| Vol.5 | ランキング戦番外編 お色気Anotherバージョン | 大久保昌弘 | 西島克彦 | 津田義三 | 吉岡敏幸                               |
| Vol.6 | 魔族の美闘士・ミウ                         | 大久保昌弘 | 西島克彦 | 津田義三 | 竹内アキラ Kim Yi Sung Kang Kyoung Min |

### WEBラジオ
『はぐれラジオ』。は、2012年6月8日から10月5日まで、ランティスウェブラジオ、音泉で配信されていたラジオ番組。隔週金曜日配信。パーソナリティは岡本信彦（凰沢暁月 役）、日笠陽子（鳳沢美兎 役）。